# Рак (шнява)
«Рак» или «Кревет» — шнява шведского, а затем Балтийского флота Российской империи, участник Северной войны.

## Описание судна
Парусная шнява с деревянным корпусом. Длина шнявы составляла 26,2 метра, ширина — 4,9 метра, а осадка 1,6 метра. Вооружение судна в разное время составляли от 25 до 27 орудий, из которых до 14 пушек и до 13 фальконетов, а экипаж состоял из 58 человек.

## История службы

### В составе Российского императорского флота
20 (31) августа 1712 года была встречена в Финляндских шхерах у Красной Горки эскадрой галерного флота под командованием шаубенахта графа И. Ф. Боциса, после чего перехвачена и взята в плен скампавеей «Львица», которой командовал капитан А. Ф. Миющик. После захвата вошла в состав Балтийского флота России в качестве шнявы под тем же именем .
Принимала участие в Северной войне. В мае 1713 года в составе эскадры выходила в крейсерские плавания в Финский залив.
До 1737 года в соответствии с указом Адмиралтейств-коллегии хранилась в Кронверкской гавани «для памяти», однако впоследствии из-за отсутствия средств для её дальнейшего хранения была разобрана.

## Командиры шнявы
Командирами шнявы «Рак» в составе Российского императорского флота в 1713 году служил голландец на русской службе младший капитан Виллим Торнгоут (нидерл. Willim Tornhout).

### Комментарии
1. ↑  85 футов 9 дюймов[1].
2. ↑  16 футов 2 дюйма[1].
3. ↑  5 футов 3,25 дюйма[1].